# Boky
Boky je národní přírodní rezervace v oblasti Poľana.
Nachází se v katastrálním území obcí Budča a Tŕnie v okrese Zvolen v Banskobystrickém kraji. Ochrana území byla vyhlášena v roce 1964 na rozloze 176,4900 ha. Ochranné pásmo nebylo stanoveno.

## Předmět ochrany
Předmětem ochrany je jedna z nejseverněji položených lokalit s výskytem xerotermních rostlinných a živočišných druhů. Součástí přírodní rezervace jsou též pozoruhodné geologické útvary a geomorfologické skalní tvary.